# Réionisation

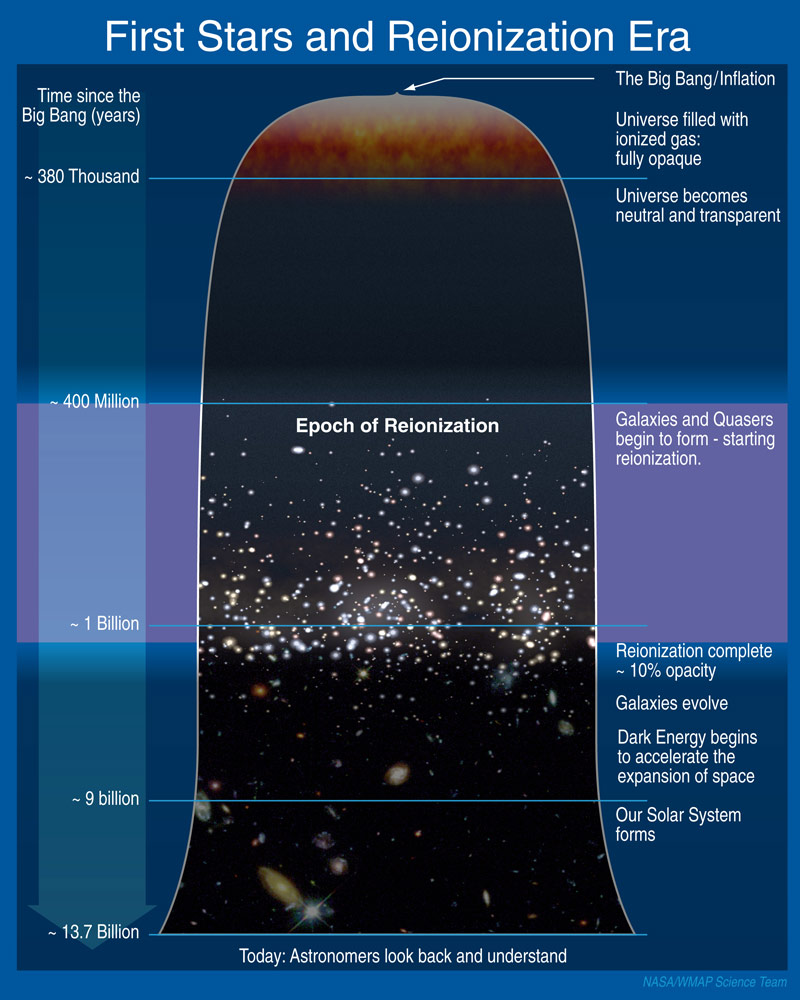
Place de l'âge de réionisation dans la chronologie de l'univers, de 400 millions à 1 milliard d'années après le Big Bang.

En cosmologie, la réionisation représente l’époque, juste après les âges sombres, où un grand nombre d’atomes existant dans l’Univers a été ionisé par le rayonnement intense de la probable toute première génération d’étoiles à avoir illuminé l’Univers, les étoiles de population III. Elles ont été créées durant l'aube cosmique, qui se poursuit durant la réionisation. Ces étoiles, non observées aujourd’hui, sont considérées comme ayant été très massives, et de ce fait, eurent une durée de vie relativement courte. Leur masse importante leur a permis de rayonner à une température suffisamment élevée pour ioniser le milieu interstellaire environnant.

## Datation
L’époque de la réionisation est encore aujourd’hui sujette à débats, notamment liés à l'évolution des moyens d'observation.
Une observation appelée effet Gunn-Peterson prouve que l’Univers était presque complètement réionisé à l’époque correspondant à un décalage vers le rouge de 4. Les données récentes du télescope spatial WMAP ont permis en 2003 de mettre des premières limites sérieuses sur l’époque de la réionisation, estimée alors comme s'étant produite à un décalage vers le rouge de 17, voire 22. En 2006, les nouvelles données de ce satellite ont remonté cette époque à un décalage vers le rouge de l’ordre de 10 à 12. En 2018, l'étude de la population stellaire d'une galaxie observée à travers l'amas de galaxies MACS J1149.5+2223 a permis d'affiner cette valeur à z=15. En 2021, les travaux de Nicolas Laporte sur un échantillon plus grand de galaxies ont confirmé cette valeur.
L'existence d'une telle phase semble confirmée par l'observation directe en 2011 de galaxies lointaines par le VLT. Des galaxies primordiales observées lorsque l'âge de l'univers était de moins de 780 millions à 1 milliard d'années aurait une émission plus faible dans l'ultraviolet que les galaxies observées plus tard.
Cela peut s'interpréter par une phase de réionisation, 780 millions à 1 milliard d'années après le Big Bang, qui aurait rendu l'Univers transparent aux radiations ultraviolettes.
En 2024, le télescope spatial James Webb confirme le rôle majeur des galaxies de très faible masse dans le processus de réionisation, moins d'un milliard d'années après le Big Bang. Leur décompte a été opéré, dans une certaine direction, grâce à l'effet de lentille gravitationnelle de l'amas Abell 2744 ; il reste à vérifier la reproductibilité de ce résultat dans d'autres directions,.
En 2025, le même télescope met en évidence le fait que la réionisation se serait plutôt produite à partir de 330 millions d'années après le Big Bang. Il a en effet capté une lumière émise par des atomes d'hydrogène, qui ne peuvent être transparents que ionisés, depuis une galaxie particulièrement éloignée,.